# Homole (Svitavská pahorkatina)
Homole (393 m n. m.) je vrch v okrese Rychnov nad Kněžnou Královéhradeckého kraje. Leží asi 1,5 km jihovýchodně od obce Borovnice, vrcholem na jejím katastrálním území a východními svahy na území obce Lhoty u Potštejna.

## Geomorfologické zařazení
Geomorfologicky vrch náleží do celku Svitavská pahorkatina, podcelku Českotřebovská vrchovina, okrsku Kozlovský hřbet a podokrsku Brandýský hřbet.